# عبدالصمد الزلزولی
عبدالصمد الزلزولی (عربی: عبد الصمد الزلزولی؛ زادهٔ ۱۷ دسامبر ۲۰۰۱) بازیکن فوتبال اهل مراکش است که برای باشگاه فوتبال رئال بتیس بازی می‌کند.
وی همچنین در تیم ملی فوتبال مراکش بازی می‌کند.

## اوایل زندگی
الزلزولی که در مراکش به دنیا آمد، در سن سه سالگی به همراه خانواده اش به اسپانیا نقل مکان کرد تا زندگی کند و فوتبال جوانی خود را در محله کاروس، در شهر الچه آغاز کرد.

## دوران باشگاهی

### آغاز کار
الزلزولی بخشی از آکادمی‌های جوانان پینا لیستانا راوال، پابلو لگلیسیاس، کلمه، پرومساس الچه، و کولتورال کاروس بود. او در الچه، باشگاه اصلی شهرش، محاکمه کرد، اما جایی در آکادمی آنها به او پیشنهاد نشد.
الزلزولی به بازی برای باشگاه‌های محله در الچه ادامه داد تا اینکه مربی هرکولس بی آنتونیو مورنو دومینگوئز به او پیشنهاد قرارداد داد و ازازولی متعاقباً به باشگاه اصلی در شهر همسایه آلیکانته پیوست. او در سال ۲۰۱۶ به ذخیره هرکولس نقل مکان کرد، جایی که در سال ۲۰۱۹ کار ارشد خود را آغاز کرد.

### بارسلونا
الزلزولی در ۳۱ اوت ۲۰۲۱ به بارسلونا بی منتقل شد. او اولین بازی حرفه ای خود را با بارسلونا در تساوی ۱–۱ لالیگا مقابل آلاوز در ۳۰ اکتبر ۲۰۲۱ انجام داد و در دقیقه ۸۰ به عنوان یار تعویضی به میدان رفت؛ بنابراین ازازولی به اولین بازیکن مراکشی الاصل تبدیل شد که برای تیم اصلی بارسا به میدان رفت. او اولین گل خود را برای بارسلونا مقابل اوساسونا در تساوی ۲–۲ به ثمر رساند.

## دوران ملی
الزلزولی نماینده زیر ۲۰ سال مراکش در جام جهانی زیر ۲۰ سال ۲۰۲۰ عرب بود و در پنج بازی دو گل به ثمر رساند.
او به اردوی تیم ملی فوتبال مراکش برای جام جهانی فوتبال ۲۰۲۲ دعوت شد. در سه بازی مرحله گروهی این تورنمنت بازی کرد.

## آمار

### باشگاهی
تا تاریخ ۳۰ نوامبر ۲۰۲۳
| باشگاه      | فصل            | لیگ                       | لیگ  | لیگ | جام  | جام | اروپا | اروپا | دیگر | دیگر | مجموع | مجموع |
| باشگاه      | فصل            | دسته                      | بازی | گل  | بازی | گل  | بازی  | گل    | بازی | گل   | بازی  | گل    |
| ----------- | -------------- | ------------------------- | ---- | --- | ---- | --- | ----- | ----- | ---- | ---- | ----- | ----- |
| هرکولس بی   | ۲۰–۲۰۱۹        | ترسرا دیویسیون            | ۱۷   | ۵   | —    | —   | —     | —     | —    | —    | ۱۷    | ۵     |
| هرکولس بی   | ۲۱–۲۰۲۰        | ترسرا دیویسیون            | ۸    | ۰   | —    | —   | —     | —     | —    | —    | ۸     | ۰     |
| هرکولس بی   | مجموع          | مجموع                     | ۲۵   | ۵   | —    | —   | —     | —     | —    | —    | ۲۵    | ۵     |
| هرکول       | ۲۰–۲۰۱۹        | سگوندا دیویسیون بی        | ۴    | ۰   | ۱    | ۰   | —     | —     | —    | —    | ۵     | ۰     |
| هرکول       | ۲۱–۲۰۲۰        | سگوندا دیویسیون بی        | ۱۷   | ۲   | ۰    | ۰   | —     | —     | —    | —    | ۱۷    | ۲     |
| هرکول       | مجموع          | مجموع                     | ۲۱   | ۲   | ۱    | ۰   | —     | —     | —    | —    | ۲۲    | ۲     |
| بارسلونا بی | ۲۲–۲۰۲۱        | پریمرا دیویسیون آراف‌ایی‌اف | ۲۰   | ۲   | —    | —   | —     | —     | —    | —    | ۲۰    | ۲     |
| بارسلونا    | ۲۲–۲۰۲۱        | لالیگا                    | ۱۰   | ۱   | ۱    | ۰   | ۰     | ۰     | ۱    | ۰    | ۱۲    | ۱     |
| بارسلونا    | ۲۰۲۳–۲۴        | لالیگا                    | ۲    | ۰   | ۰    | ۰   | ۰     | ۰     | ۰    | ۰    | ۲     | ۰     |
| بارسلونا    | مجموع بارسلونا | مجموع بارسلونا            | ۱۲   | ۱   | ۱    | ۰   | ۰     | ۰     | ۱    | ۰    | ۱۴    | ۱     |
| اوساسونا    | ۲۳–۲۰۲۲        | لالیگا                    | ۲۸   | ۴   | ۶    | ۲   | —     | —     | —    | —    | ۳۴    | ۶     |
| رئال بتیس   | ۲۴–۲۰۲۳        | لالیگا                    | ۱۲   | ۱   | ۱    | ۲   | ۵     | ۱     | –    | –    | ۱۸    | ۴     |
| مجموع آمار  | مجموع آمار     | مجموع آمار                | ۱۱۸  | ۱۵  | ۹    | ۴   | ۵     | ۱     | ۰    | ۰    | ۱۳۲   | ۲۰    |

1. ↑  تعداد بازی در سوپر کاپ اسپانیا

### ملی
تا تاریخ ۳۰ ژانویه ۲۰۲۴
| مراکش | مراکش | مراکش |
| سال   | بازی  | گل    |
| ----- | ----- | ----- |
| ۲۰۲۲  | ۵     | ۰     |
| ۲۰۲۳  | ۶     | ۰     |
| ۲۰۲۴  | ۴     | ۰     |
| مجموع | ۱۵    | ۰     |